# Lijst van Dancesmashes in 2017
Deze hits werden in 2017 Dancesmash op Radio 538.
| Nr.  | Bekendgemaakt op | Artiest                                               | Titel                      | Hoogste positie in Top 40 |
| ---- | ---------------- | ----------------------------------------------------- | -------------------------- | ------------------------- |
| 1182 | 6 januari        | Sunnery James & Ryan Marciano ft. Clara Mae           | The one that got away      | tip14                     |
| 1183 | 13 januari       | Tiësto ft. Bright Sparks                              | On my way                  | 26                        |
| 1184 | 20 januari       | Jax Jones ft. Raye                                    | You don't know me          | 6                         |
| 1185 | 27 januari       | Martin Garrix & Dua Lipa                              | Scared to be lonely        | 2                         |
| 1186 | 3 februari       | Alok & Bruno Martini met Zeeba                        | Hear me now                | 34                        |
| 1187 | 10 februari      | Burak Yeter ft. Danelle Sandoval                      | Tuesday                    | 9                         |
| 1188 | 17 februari      | Axwell Λ Ingrosso ft. Kid Ink                         | I love you                 | 30                        |
| 1189 | 24 februari      | Zedd & Alessia Cara                                   | Stay                       | 8                         |
| 1190 | 3 maart          | Yellow Claw ft. DJ Snake & Elliphant                  | Good day                   | tip2                      |
| 1191 | 10 maart         | Redondo                                               | I can cast a spell         | tip4                      |
| 1192 | 17 maart         | Ofenbach                                              | Be mine                    | tip1                      |
| 1193 | 24 maart         | Martin Jensen                                         | Solo dance                 | 37                        |
| 1194 | 31 maart         | Showtek & Brooks ft. Natalie Major                    | On our own                 | tip12                     |
| 1195 | 7 april          | LNY TNZ ft. Jantine                                   | Set you free               | tip7                      |
| 1196 | 14 april         | Martin Garrix & Brooks                                | Byte                       | tip2                      |
| 1197 | 21 april         | Lucas & Steve                                         | Up till dawn (On the move) | 2                         |
| 1198 | 28 april         | Kygo & Ellie Goulding                                 | First time                 | 14                        |
| 1199 | 5 mei            | Galantis                                              | Hunter                     | 34                        |
| 1200 | 12 mei           | Hardwell & Austin Mahone                              | Creatures of the night     | 30                        |
| 1201 | 19 mei           | Robin Schulz ft. James Blunt                          | OK                         | 23                        |
| 1202 | 26 mei           | Axwell Ʌ Ingrosso                                     | More than you know         | 3                         |
| 1203 | 2 juni           | Major Lazer ft. Travis Scott, Camila Cabello & Quavo  | Know no better             | 16                        |
| 1204 | 9 juni           | Disciples                                             | On my mind                 | 28                        |
| 1205 | 16 juni          | Jonas Blue & William Singe                            | Mama                       | 1(2wk)                    |
| 1206 | 23 juni          | Tiësto & KSHMR ft. Talay Riley                        | Harder                     | tip11                     |
| 1207 | 30 juni          | Lost Frequencies & Netsky                             | Here with you              | 25                        |
| 1208 | 7 juli           | The Boy Next Door & Fresh Coast ft. Jody Bernal       | La colegiala               | 5                         |
| 1209 | 14 juli          | Deepend ft. Graham Candy                              | Waiting for the summer     | tip2                      |
| 1210 | 21 juli          | Rudimental ft. James Arthur                           | Sun comes up               | tip3                      |
| 1211 | 28 juli          | Dimitri Vegas & Like Mike vs. David Guetta ft. Kiiara | Complicated                | 22                        |
| 1212 | 4 augustus       | Burak Yeter & Ryan Riback                             | Go 2.0                     | tip18                     |
| 1213 | 11 augustus      | Avicii & Sandro Cavazza                               | Without you                | 5                         |
| 1214 | 18 augustus      | Martin Jensen ft. Loote                               | Wait                       | tip5                      |
| 1215 | 25 augustus      | Martin Garrix                                         | Pizza                      | tip17                     |
| 1216 | 1 september      | CamelPhat & Elderbrook                                | Cola                       | tip4                      |
| 1217 | 8 september      | ItaloBrothers                                         | Summer air                 | tip7                      |
| 1218 | 15 september     | Robin Schulz & Hugel                                  | I believe I'm fine         | tip2                      |
| 1219 | 22 september     | Hardwell & KSHMR                                      | Power                      | 28                        |
| 1220 | 29 september     | Tiësto ft. Stargate & Aloe Blacc                      | Carry you home             | 38                        |
| 1221 | 6 oktober        | Sam Feldt x Alex Schulz                               | Be my lover                | 30                        |
| 1222 | 13 oktober       | Vassy & Afrojack ft. Oliver Rosa                      | Lost                       | tip2                      |
| 1223 | 20 oktober       | Lucas & Steve x Firebeatz ft. Little Giants           | Keep your head up          | 28                        |
| 1224 | 27 oktober       | San Holo                                              | I still see your face      | 31                        |
| 1225 | 3 november       | Martin Garrix & Matisse & Sadko                       | Forever                    | tip11                     |
| 1226 | 10 november      | LNY TNZ                                               | We go up                   | tip5                      |
| 1227 | 17 november      | Alan Walker ft. Noah Cyrus & Digital Farm Animals     | All falls down             | 11                        |
| 1228 | 24 november      | Lost Frequencies & Zonderling                         | Crazy                      | 12                        |
| 1229 | 1 december       | Jax Jones ft. Ina Wroldsen                            | Breathe                    | 22                        |
| 1230 | 8 december       | Dubvision & Afrojack                                  | New memories               | tip7                      |
| 1231 | 15 december      | Axwell Ʌ Ingrosso ft. Trevor Guthrie                  | Dreamer                    | 12                        |
| 1232 | 22 december      | Kygo ft. John Newman                                  | Never let you go           | tip1                      |
| 1233 | 29 december      | Sofi Tukker ft. NERVO, The Knocks & Alisa Ueno        | Best Friend                | tip1                      |

1994 ·
1995 ·
1996 ·
1997 ·
1998 ·
1999 ·
2000 ·
2001 ·
2002 ·
2003 ·
2004 ·
2005 ·
2006 ·
2007 ·
2008 ·
2009 ·
2010 ·
2011 ·
2012 ·
2013 ·
2014 ·
2015 ·
2016 ·
2017 ·
2018 ·
2019 ·
2020 ·
2021 ·
2022 ·
2023 ·
2024 ·
2025